# Shoarma
Shoarma (Arabisch: شاورما) is een gerecht uit de keuken van het Midden-Oosten. De naam is een verbastering van het Turkse çevirme, draaiend, met dezelfde betekenis als döner kebab, draaiend kebab. De naam duidt op het meestal verticaal opgestelde spit, waaraan plakken in specerijen gemarineerd lamsvlees, kip, kalkoen of rundvlees geroosterd wordt. Dit geroosterde vlees wordt in repen afgesneden en kleiner gesneden en in een pitabroodje of van het bord gegeten. In Nederland en België wordt ook varkensvlees gebruikt.

## Kenmerken
Shoarma bestaat uit reepjes gemarineerd vlees, te vergelijken met Griekse gyros, Turkse döner kebab of Mexicaanse taco al pastor. Shoarmazaken hebben een verticale grill waarbij op elkaar gestapelde plakken vlees op een spit aan alle kanten wordt geroosterd. De shoarma behoort vlak voor het opdienen gesneden te worden.
Het vlees wordt gemarineerd in azijn en specerijen als komijn (djintan), kardemom, kaneel en nootmuskaat en gegeten met een saus zoals tzatziki (Grieks), cacık (Turks) of naar smaak tahini-, knoflook- of pepersaus. Bij shoarma wordt vaak rauwkost geserveerd, bijvoorbeeld in Nederland serveert men sla, soms ui, tomaat of kool. In plaats van het traditionele lamsvlees wordt soms kip, kalkoen of rundvlees en afhankelijk van lokaal gebruik vaak varkensvlees gebruikt.

## Soorten shoarma

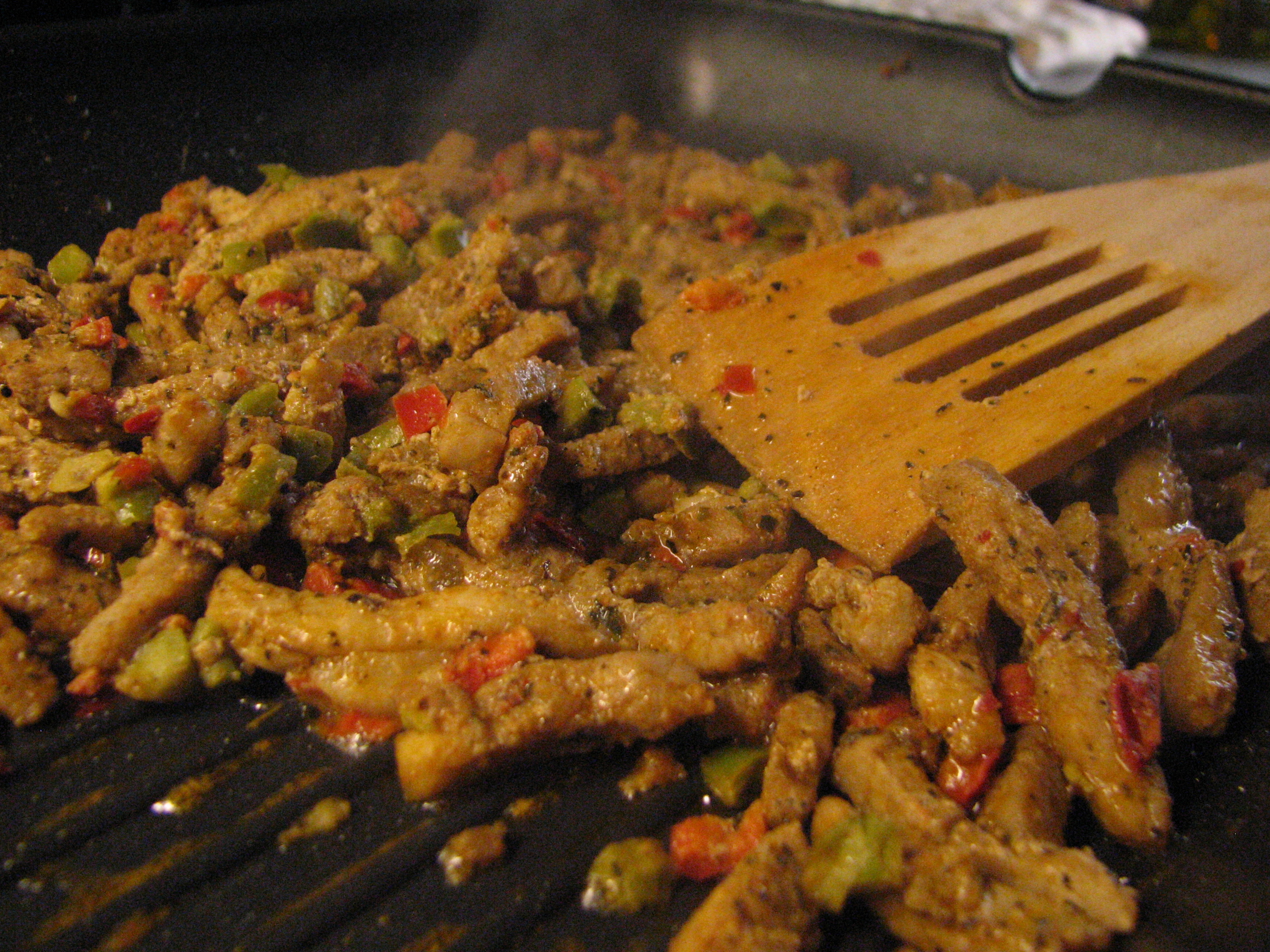
Gesneden shoarmavlees
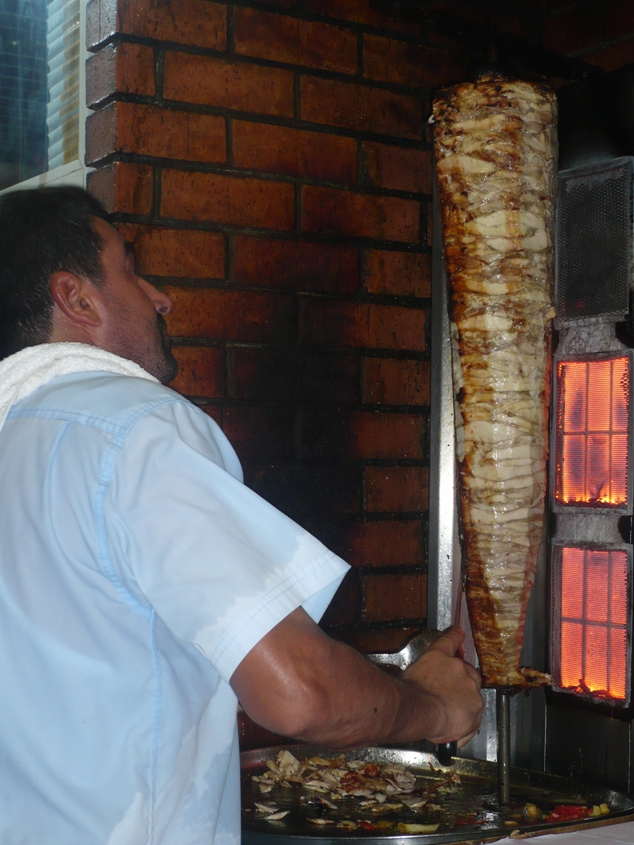
Shoarmagrill

### Varkensshoarma
Hoewel shoarma vooral uit de eetcultuur van islamitische landen stamt, wordt in Nederland meestal varkensvlees gebruikt ter bereiding van shoarma. De redenen hiervoor zijn waarschijnlijk de lagere kosten en de voorkeur van sommige Nederlanders voor varkensvlees.

### Lamsshoarma
Lamsshoarma is in het algemeen iets duurder dan varkensshoarma. De meeste shoarmazaken in Nederland hebben voornamelijk lamsshoarma in het assortiment. Er zijn ook shoarmazaken die uitsluitend lamsshoarma serveren, vooral in de grotere steden, waar meer Joodse en islamitische klanten zijn.

### Kip- en kalkoenshoarma
Kip- en kalkoenshoarma vindt men vooral in de supermarkt of in de pizza shoarma.

### Broodje shoarma
Een broodje shoarma bestaat uit een enkel pitabroodje met vlees en saus. Bij sommige shoarmazaken krijg je er sla en ui bij, of wordt de shoarma met Turks brood geserveerd. Daarnaast bestaan er versies met een groter pitabroodje en meer shoarma.

### Shoarmaschotel
Vrijwel alle shoarmazaken serveren een shoarmaschotel. Deze bestaat uit een groot bord met shoarma, friet en salade, met meerdere sauzen naar keuze. Vaak bestaat ook de mogelijkheid om naast de shoarma ook andere (grill)producten te bestellen, zoals kebab en falafel.

### Pizza shoarma
Veel pizzeria's, maar ook supermarkten verkopen pizza's met een dunne laag shoarma. Vaak wordt hiervoor gebruikgemaakt van kipshoarma.

### Vegetarische shoarma
In principe gebruikt men een vleesvervanger die men in vergelijkbare reepjes snijdt, zodat het lijkt op shoarma. Door dezelfde specerijen te gebruiken die bij vlees gebruikt worden, wordt geprobeerd de smaak te benaderen.

## Geschiedenis
De geschiedenis van shoarma gaat terug tot in 1800 met de uitvinding van de döner kebab. Hacı İskender en zijn grootvader Sabit Efendi verkochten te paard kebab. Sabit Efendi kwam op een dag met het idee om het vlees verticaal in plaats van horizontaal te grillen. Zodoende zou er volgens hem minder rook ontstaan. Hacı İskender vond dit een vreemd idee, maar uit respect probeerde hij het. Het bleek een succes omdat mensen het interessant vinden dat vlees verticaal staat en de smaak goed is.
Döner kebab was een onder de naam shoarma in de Ottomaanse tijd in de Palestijnse keuken opgenomen gerecht. Door Joodse immigranten werd het opgenomen in de Joodse keuken aldaar en later vanuit Israël in Europa geïntroduceerd.